# 财神镇
财神镇，是中华人民共和国贵州省毕节市赫章县下辖的一个乡镇级行政单位。

## 行政区划
财神镇下辖以下地区：
财神村、集乐村、咪途村、大路边村、妈噜村、岳家坡村、倮布嘎村、小海村、大山村、拉苏村、中田坝村、马鞍村、营山村、双龙村、岔沟村、石坪村、发纳村、坪地村、红岩村、小结构村、中坝村、营坝村和营竹村。